# Rhydian Cowley
Rhydian Cowley (* 4. Januar 1991 in Glen Waverly, Victoria) ist ein australischer Geher.

## Sportliche Laufbahn
Rhydian Cowley begann als Achtjähriger mit dem Gehen. Er schloss die Deakin University, an der er zwischen 2009 und 2014 studierte, mit dem Master of Fine Arts im Fach Wirtschaft ab. 2008 gab er beim IAAF World Race Walking Cup im russischen Tscheboksary sein internationales Wettkampfdebüt. Das Rennen über 10 Kilometer beendete er mit einer Zeit von 45:24 min auf dem 37. Platz. Zuvor belegte er den fünften Platz bei den Australischen U23-Meisterschaften. 2009 belegte er den neunten Platz bei den Australischen Meisterschaften über 20 Kilometer und gewann einen Monat später die Silbermedaille bei den nationalen U20-Meisterschaften. Auch 2010 gewann er die Silbermedaille bei den Juniorenmeisterschaften. Im Juli trat er im kanadischen Moncton bei den U20-Weltmeisterschaften an und landete mit einer Zeit von 44:49,42 h auf dem 17. Platz. 2011 gewann Cowley die Bronzemedaille bei den Australischen Meisterschaften.
2013 steigerte Cowley seine 20-km-Bestzeit auf 1:24:22 h und war damit für die Weltmeisterschaften in Moskau qualifiziert. Bei seinem WM-Debüt belegte er den 49. Platz. 2015 steigerte er sich zwar auf 1:23:27 h, verpasste allerdings dennoch knapp die Qualifikation für die Weltmeisterschaften in Peking. Im Juli trat er stattdessen bei der Universiade in Südkorea an und belegte dabei den 13. Platz. 2016 steigerte er sich im Februar erneut, bis auf 1:22:07 h. Damit qualifizierte er sich für die Olympischen Sommerspiele in Rio de Janeiro, bei denen er im August an den Start ging. Mit einer Zeit von 1:23:30 h erreichte er als 33. das Ziel. Ein Jahr darauf nahm Cowley in London zum zweiten Mal an den Weltmeisterschaften teil, kam dabei allerdings nicht über den 56. Platz hinaus. Im April 2018 nahm er in der Heimat an den Commonwealth Games teil und belegte dort über 20 Kilometer den elften Platz. 2019 stellte Cowley im März eine neue Bestzeit von 1:20:19 h über 20 Kilometer auf. Später trat er zunächst im Juni bei den Ozeanienmeisterschaften in seiner Heimat an und konnte auf der 10-Kilometer-Distanz die Goldmedaille gewinnen. Im September wurde er über 20 Kilometer erstmals Australischer Meister. Anfang Oktober trat er in Doha zum dritten Mal bei Weltmeisterschaften an, konnte das Rennen allerdings nicht beenden. Cowley gewann bei Ozeanischen Meisterschaften im Gehen bislang vier Goldmedaillen, zweimal 2019 (20 und 50 km), 2020 und 2021. Er ist für die Olympischen Sommerspiele in Tokio für den Wettkampf über 20 Kilometer qualifiziert. Auch für die 50-Kilometer-Distanz plant er sich zu qualifizieren. Letztendlich trat er Anfang August über 50 Kilometer an. Den Wettkampf absolvierte er mit persönlicher Bestzeit von 3:52:01 h und belegte damit den achten Platz.
2022 nahm Cowley an seinen insgesamt vierten Weltmeisterschaften in Eugene teil. Nach 1:23:37 h belegte er über 20 Kilometer den 19. Platz. 2023 verbesserte er seine Zeiten über die 20 und die 35-Kilometer-Distanz. Über 35 Kilometer hält er mit 2:27:33 h den Kontinentalrekord von Ozeanien. Im August trat er über 20 Kilometer bei den Weltmeisterschaften in Budapest an. Dort belegte er den 14. Platz. Den Wettkampf über die 35-Kilometer-Distanz ein paar Tage später konnte er nicht beenden.
Bei den Olympischen Spielen 2024 in Paris gewann er im Marathon-Gehen gemeinsam mit Jemima Montag die Bronzemedaille. Im Einzel über 20 Kilometer belegte er den 12. Platz.

## Wichtige Wettbewerbe
| Jahr                   | Veranstaltung           | Ort                    | Platz                  | Disziplin              | Zeit                   |
| Startet für Australien | Startet für Australien  | Startet für Australien | Startet für Australien | Startet für Australien | Startet für Australien |
| ---------------------- | ----------------------- | ---------------------- | ---------------------- | ---------------------- | ---------------------- |
| 2010                   | U20-Weltmeisterschaften | Moncton                | 17.                    | 10.000 m Bahngehen     | 44:49,42 min           |
| 2013                   | Weltmeisterschaften     | Moskau                 | 49.                    | 20 km Gehen            | 1:33:35 h              |
| 2015                   | Universiade             | Gwangju                | 13.                    | 20 km Gehen            | 1:28:12 h              |
| 2016                   | Olympische Sommerspiele | Rio de Janeiro         | 33.                    | 20 km Gehen            | 1:23:30 h              |
| 2017                   | Weltmeisterschaften     | London                 | 56.                    | 20 km Gehen            | 1:30:40 h              |
| 2018                   | Commonwealth Games      | Gold Coast             | 11.                    | 20 km Gehen            | 1:26:12 h              |
| 2019                   | Ozeanienmeisterschaften | Townsville             | 1.                     | 10.000 m Bahngehen     | 41:57,57 min           |
| 2019                   | Weltmeisterschaften     | Doha                   |                        | 20 km Gehen            | DNF                    |
| 2021                   | Olympische Sommerspiele | Tokio                  | 8.                     | 50 km Gehen            | 3:52:01 h              |
| 2022                   | Weltmeisterschaften     | Eugene                 | 19.                    | 20 km Gehen            | 1:23:37 h              |
| 2023                   | Weltmeisterschaften     | Budapest               | 14.                    | 20 km Gehen            | 1:19:31 h              |
| 2023                   | Weltmeisterschaften     | Budapest               |                        | 35 km Gehen            | DNF                    |
| 2024                   | Olympische Sommerspiele | Paris                  | 12.                    | 20 km Gehen            | 1:20:04 h              |
| 2024                   | Olympische Sommerspiele | Paris                  | 3.                     | Marathon Gehen         | 2:51:38 h              |

## Persönliche Bestleistungen
Freiluft
- 5000-m-Bahngehen: 18:28,47 min, 24. Februar 2024, Melbourne
- 10.000-m-Bahngehen: 38:13,51 min, 11. April 2024, Adelaide
- 20-km-Gehen: 1:18:33 h, 3. März 2024, Taicang
- 35-km-Gehen: 2:26:25 h, 9. Juni 2024, Canberra, (Ozeanienrekord)
- 50-km-Gehen: 3:52:01 h, 6. August 2021, Sapporo